# Основна музичка школа "Миодраг Васиљевић" у Бору
Основна музичка школа "Миодраг Васиљевић" у Бору остварује четворогодишњи програм образовања за ученике инструменталне класе кларинета и шестогодишње образовање на програму образовања за ученике инструменталних класа: клавир, хармоника, виолина, флаута. Такође у школи се организује и припремна настава за узрасте ученика 7 до 8 година.
Рад школе се одвија у згради Музичке школе која је изграђена 1970 године у центру Бора и која у свом саставу има концертну салу и бројне учионичке и канцеларијске просторе у којима се одвија настава, концерти и сценско музички догађаји. Под истим кровом са Музичком школом у новије време раде Центар за културу и Борско позориште.

## Историја

### Оснивање и рани период (1947-1950)
При Дому културе у Бору на иницијативу и уз финансијску подршку синдикалне подружнице, 15. новембра 1947. године почела је са радом музичка школа са одсецима за виолину, клавир и хармонику.
Музичка школа је отворена 1949. године под именом Нижа музичка школа, имала је три одсека: одсек за клавир, одсек за виолину и дувачки одсек, а располагала је само са два клавира и неколико дувачких инструмената бивших италијанских интернираца које је школи уступила управа Дома културе. 
Први јавни наступ тог дечјег оркестра, био је на Свечаној Академији 3. октобра 1948. године у великој сали Дома културе, бивши казино, што је био у то време значајан музички догађај који је потврдио потребу да се формира музичка школа.

### Развој и селидбе (1950-1970)
Са радом школа је званично започела 1949. године по Одлуци Министарства просвете у једној приземној згради између тадашње књижаре и Руске школе. Услед недостатка простора често се настава одржавала у згради гимназије, Дому културе или Дому ученика у привреди до 1964. године, затим се сели у зграду Старог општинског суда 1968. и 1969. године. у којој је радила у нешто повољнијим условима. Од 1950. године се школа сели у просторије бивше француске школе.

### Статистички подаци о развоју
Школске 1949/1950. године школу је похађало 62 ученика а наставу је изводило 5 наставника, 1955/56. године је било 137 ученика. Године 1961/62. је уписано 167 ученика а наставу је изводило 6 наставника. Године 1971/72. године је уписано 492 ученика, од којих је 86 ученика балета а наставу је изводио 21 наставник, 1982/83. године уписано је 303 ученика укључујући и 10 ученика у одељењу школе у Злоту.
У то време школа је знатно опремљенија са двадесет клавира, 15 хармоника и већим бројем гудачких и дувачких инструмената.

### Именовање по Миодрагу Васиљевићу
Од 1971. године школа се зове по имену музичког писца и педагога, фолклористе и професора Музичке академије у Београду, Миодрага Васиљевића (1903 – 1963). Исте године при школи је радило и одељење балета, које је од 1995. године било у статусу издвојеног одељења Балетске школе "Лујо Давичо" – Београд.

## Образовни програми

### Инструментални одсеци
Школа данас реализује наставу на следећим инструментима:
Шестогодишњи програм:
- Клавир
- Хармоника
- Виолина
- Флаута

Четворогодишњи програм:
- Кларинет

### Припремна настава
За ученике узраста од 7 до 8 година организује се припремна настава која има за циљ:
- Развијање музичких способности
- Упознавање са основама музичке писмености
- Припрему за упис у први разред музичке школе
- Развијање слуха и ритма

### Теоријски предмети
Поред инструменталне наставе, ученици похађају и следеће теоријске предмете:
- Солфеђо
- Музичка култура
- Хор
- Камерна музика
- Историја музике (виши разреди)

## Директори школе
- Сава Мирчић (1949)
- Петар Рех (1953)
- Србољуб Јовановић
- Владо Калуђеровић
- Александар Коколански

## Наставни кадар
Школа данас запошљава 20 радника, од којих је 18 наставника музичке стручности. Наставници су дипломирани музичари који су завршили одговарајуће факултете и академије у земљи и иностранству.

### Структура кадра
- Наставници инструмената
- Наставници теоријских предмета
- Концертмајстори
- Административно особље

## Музичка школа данас
Рад у Основној музичкој школи "Миодраг Васиљевић" у Бору организује мали колектив од 20 запослених од којих је 18 наставника музичке стручности.
Постојање и делатност школе је одредило животни пут многим ученицима ове школе. Некима је музика постала професија, некима животни позив а неки су касније постали и њени наставници.

### Инфраструктура
Зграда школе из 1970. године располаже са:
- Концертном салом за јавне наступе
- Учионицама за инструменталну наставу
- Учионицама за теоријске предмете
- Канцеларијским просторима
- Библиотеком нотног материјала

### Сарадња са другим институцијама
Под истим кровом са Музичком школом раде:
- Центар за културу
- Борско позориште

Ова сарадња омогућава ученицима да учествују у различитим културним манифестацијама и стичу сценско искуство.

## Традиција и манифестације

### Дан школе
Дан школе 18. децембар, се сваке године прославља традиционалним концертом ученика ове школе. Овај концерт представља најважнији годишњи догађај школе на коме се представљају најбољи ученици свих одсека.

### Редовни концерти
Током школске године организују се:
- Тематски концерти по одсецима
- Концерти камерне музике
- Новогодишњи концерти
- Концерти поводом државних празника

## Успеси и признања
О успешности рада школе сведоче многе освојене награде и признања на Републичким фестивалима музичких школа у Зајечару, Смедереву, Чачку, Нишу, Приштини, Суботици, Панчеву, Пожаревцу, Ћуприји, Земуну, Лесковцу, Вршцу као и успешни наступи оркестра хармоника на Савезном такмичењу у Пули и освојена награда у Кастелфидарду (Италија).

### Међународна сарадња
Школа је остварила запажене резултате и на међународном плану, посебно кроз:
- Учешће на фестивалу хармонике у Кастелфидарду (Италија)
- Размену ученика са школама у региону
- Учешће на међународним такмичењима младих музичара

### Познати бивши ученици
Многи бивши ученици школе наставили су музичко образовање и постали професионални музичари, наставници музике или су се афирмисали у другим областима, задржавши везу са музиком као хобијем.

## Улога у заједници
Музичка школа игра важну улогу у културном животу Бора кроз:
- Организовање јавних концерата
- Учешће у градским манифестацијама
- Сарадњу са основним школама
- Промоцију музичке културе међу младима

## Изазови и перспективе
Као и многе образовне институције у мањим местима, школа се суочава са изазовима као што су:
- Демографске промене
- Потреба за модернизацијом опреме
- Задржавање квалитетног наставног кадра
- Прилагођавање савременим образовним трендовима